# Campionati mondiali juniores di biathlon 2021
I Campionati mondiali juniores di biathlon 2021 si sono svolti dal 27 febbraio al 6 marzo a Obertilliach, in Austria. Le gare, maschili e femminili, si sono articolate nelle due categorie "Giovani" (fino a 19 anni) e "Juniores" (fino a 21 anni).

## Calendario
| Uomini "Giovani"  | 12,5 km individuale |                     | 7,5 km sprint |               | 10 km inseguimento   |   | Staffetta 3x7,5 km |                    | 4  |
| Uomini "Juniores" |                     | 15 km individuale   |               | 10 km sprint  | 12.5 km inseguimento |   |                    | Staffetta 4x7,5 km | 4  |
| Donne "Giovani"   | 10 km individuale   |                     | 6 km sprint   |               | 7,5 km inseguimento  |   | Staffetta 3x6 km   |                    | 4  |
| Donne "Juniores"  |                     | 12,5 km individuale |               | 7,5 km sprint | 10 km inseguimento   |   |                    | Staffetta 4x6 km   | 4  |
| Totale            | 2                   | 2                   | 2             | 2             | 4                    | 0 | 2                  | 2                  | 16 |

## Risultati

### Uomini

#### Categoria "Giovani"

##### Sprint 7,5 km
| Pos. | Atleta               | Nazione  | Tempo   |
| ---- | -------------------- | -------- | ------- |
| 1    | Denis Irodov         | Russia   | 18:22.5 |
| 2    | Fabio Piller Cottrer | Italia   | +21.1   |
| 3    | Jan Guńka            | Polonia  | +27.9   |
| 4    | Oscar Andersson      | Svezia   | +32.9   |
| 5    | Marcin Zawół         | Polonia  | +37.9   |
| 6    | Erik Larsson         | Svezia   | +48.2   |
| 7    | Marco Barale         | Italia   | +58.9   |
| 8    | Lukas Haslinger      | Austria  | +1:03.4 |
| 9    | Valentin Lejeune     | Francia  | +1:05,4 |
| 10   | Jaša Zidar           | Slovenia | +1:06.4 |

1 marzo

##### Inseguimento 10 km
| Pos. | Atleta           | Nazione  | Tempo   |
| ---- | ---------------- | -------- | ------- |
| 1    | Denis Irodov     | Russia   | 27:13.3 |
| 2    | Marcin Zawół     | Polonia  | +1:27.0 |
| 3    | Oscar Andersson  | Svezia   | +1:34.6 |
| 4    | Jaša Zidar       | Slovenia | +1:55.1 |
| 5    | Yanis Keller     | Svizzera | +1:58.6 |
| 6    | Marco Barale     | Italia   | +2:07.2 |
| 7    | Erik Larsson     | Svezia   | +2:15.8 |
| 8    | Benjamin Menz    | Germania | +2:21.9 |
| 9    | Jan Guńka        | Polonia  | +2:24.4 |
| 10   | Valentin Lejeune | Francia  | +2:32.2 |

3 marzo

##### Individuale 12,5 km
| Pos. | Atleta             | Nazione     | Tempo   |
| ---- | ------------------ | ----------- | ------- |
| 1    | Denis Irodov       | Russia      | 36:35.6 |
| 2    | Edgar Geny         | Francia     | +32.4   |
| 3    | Leon Kienesberger  | Austria     | +32.7   |
| 4    | Andrei Haurosch    | Bielorussia | +54.2   |
| 5    | Benjamin Menz      | Germania    | +55.6   |
| 6    | Mehis Udam         | Estonia     | +1:06.3 |
| 7    | Oscar Andersson    | Svezia      | +1:09.0 |
| 8    | Valenin Lejeune    | Francia     | +1:14.0 |
| 9    | Roman Boitschewski | Russia      | +1:18.9 |
| 10   | Tuudor Palm        | Estonia     | +1:19.2 |

27 febbraio

##### Staffetta 3x7,5 km
| Pos. | Nazione     | Atleti                                            | Tempo   |
| ---- | ----------- | ------------------------------------------------- | ------- |
| 1    | Polonia     | Konrad Badacz Jan Guńka Marcin Zawół              | 59'16"5 |
| 2    | Francia     | Edgar Geny Mathieu Garcia Valentin Lejeune        | +13"2   |
| 3    | Italia      | Stefan Navillod Fabio Piller Cottrer Marco Barale | +29"9   |
| 4    | Russia      | Roman Boichevskii Oleg Domichev Denis Irodov      | +1'30"8 |
| 5    | Stati Uniti | Cale Woods Samuel Stertz Wesley Campbell          | +2'23"7 |

28 gennaio

#### Categoria "Juniores"

##### Sprint 10 km
| Pos. | Atleta             | Nazione     | Tempo   |
| ---- | ------------------ | ----------- | ------- |
| 1    | Émilien Claude     | Francia     | 23:16.1 |
| 2    | Mikuláš Karlík     | Rep. Ceca   | +26.1   |
| 3    | Michail Pervuschin | Russia      | +31.3   |
| 4    | Simon Kaiser       | Germania    | +33.1   |
| 5    | Éric Perrot        | Francia     | +37.8   |
| 6    | Philipp Lipowitz   | Germania    | +44.8   |
| 7    | Ivan Tulazin       | Bielorussia | +47.7   |
| 8    | Vítězslav Hornig   | Rep. Ceca   | +53.8   |
| 9    | Blagoj Todev       | Bulgaria    | +59.1   |
| 10   | Jørgen Sæter       | Norvegia    | +1:03.4 |

2 marzo

##### Inseguimento 12,5 km
| Pos. | Atleta             | Nazione   | Tempo   |
| ---- | ------------------ | --------- | ------- |
| 1    | Émilien Claude     | Francia   | 32:16.5 |
| 2    | Éric Perrot        | Francia   | +7.7    |
| 3    | Michail Pervuschin | Russia    | +14.2   |
| 4    | Niklas Hartweg     | Svizzera  | +16.7   |
| 5    | Jørgen Sæter       | Norvegia  | +18.2   |
| 6    | Vítězslav Hornig   | Rep. Ceca | +18.5   |
| 7    | Alex Cisar         | Slovenia  | +31.1   |
| 8    | Mikuláš Karlík     | Rep. Ceca | +33.2   |
| 9    | Danilo Riethmüller | Germania  | +48.7   |
| 10   | Tomáš Mikyska      | Rep. Ceca | +1:02.1 |

3 marzo

##### Individuale 15 km
| Pos. | Atleta           | Nazione   | Tempo   |
| ---- | ---------------- | --------- | ------- |
| 1    | Philipp Lipowitz | Germania  | 38:37.1 |
| 2    | Alex Cisar       | Slovenia  | +11.0   |
| 3    | Émilien Claude   | Francia   | +37.9   |
| 4    | Mats Øverby      | Norvegia  | +49.2   |
| 5    | Jonáš Mareček    | Rep. Ceca | +51.8   |
| 6    | Mikuláš Karlík   | Rep. Ceca | +52.0   |
| 7    | Iacopo Leonesio  | Italia    | +56.5   |
| 8    | Éric Perrot      | Francia   | 1:23.7  |
| 9    | Sébastien Mahon  | Francia   | +1:25.0 |
| 10   | Vítězslav Hornig | Rep. Ceca | +1:28.8 |

28 febbraio

##### Staffetta 4x7,5 km
| Pos. | Nazione   | Atleti                                                                    | Tempo     |
| ---- | --------- | ------------------------------------------------------------------------- | --------- |
| 1    | Francia   | Oscar Lombardot Sébastien Mahon Eric Perrot Émilien Claude                | 1h12'48"8 |
| 2    | Norvegia  | Mats Øverby Simen Eliassen Kvarme Fredrik Arne Grusd Jørgen Solhaug Sæter | +13"3     |
| 3    | Rep. Ceca | Tomáš Mikyska Vítězslav Hornig Jonáš Mareček Mikuláš Karlík               | +1'23"5   |
| 4    | Slovenia  | Anton Vidmar Lovro Planko Jasa Zidar Alex Cisar                           | +2'00"5   |
| 5    | Germania  | Lukas Lechner Philipp Lipowitz Simon Kaiser Danilo Riethmüller            | +2'01"2   |

6 marzo

### Donne

#### Categoria "Giovani"

##### Sprint 6 km
| Pos. | Atleta                | Nazione  | Tempo   |
| ---- | --------------------- | -------- | ------- |
| 1    | Lea Repinc            | Slovenia | 17:04.9 |
| 2    | Linda Zingerle        | Italia   | +5.2    |
| 3    | Selina Grotian        | Germania | +11.6   |
| 4    | Fany Bertrand         | Francia  | +14.2   |
| 5    | Maya Cloetens         | Francia  | +19.9   |
| 6    | Kaja Zorč             | Slovenia | +36.7   |
| 7    | Nathalie Horstmanns   | Germania | +37.6   |
| 8    | Anastassija Grischina | Russia   | +39.0   |
| 9    | Sara Andersson        | Svezia   | +40.1   |
| 10   | Martina Trabucchi     | Italia   | +41.0   |

1 marzo

##### Inseguimento 7,5 km
| Pos. | Atleta                | Nazione    | Tempo   |
| ---- | --------------------- | ---------- | ------- |
| 1    | Lea Repinc            | Slovenia   | 21:20.8 |
| 2    | Martina Trabucchi     | Italia     | +14.9   |
| 3    | Linda Zingerle        | Italia     | +26.0   |
| 4    | Fany Bertrand         | Francia    | +52.1   |
| 5    | Sara Andersson        | Svezia     | +1:00.6 |
| 6    | Kaja Zorč             | Slovenia   | +1:01.4 |
| 7    | Anastassija Grischina | Russia     | +1:01.8 |
| 8    | Selina Grotian        | Germania   | +1:03.1 |
| 9    | Ema Kapustová         | Slovacchia | +1:18.1 |
| 10   | Océane Michelon       | Francia    | +1:30.4 |

3 marzo

##### Individuale 10 km
| Pos. | Atleta                | Nazione     | Tempo   |
| ---- | --------------------- | ----------- | ------- |
| 1    | Jeanne Richard        | Slovenia    | 36:35.6 |
| 2    | Lea Repinc            | Slovenia    | +32.4   |
| 3    | Ema Kapustová         | Slovacchia  | +32.7   |
| 4    | Sara Andersson        | Svezia      | +54.2   |
| 5    | Julija Kavaleuskaja   | Bielorussia | +55.6   |
| 6    | Anastassija Grischina | Russia      | +1:06.3 |
| 7    | Maya Cloetens         | Francia     | +1:09.0 |
| 8    | Valentina Dimitrova   | Bulgaria    | +1:14.0 |
| 9    | Martina Trabucchi     | Italia      | +1:18.9 |
| 10   | Lora Christowa        | Bulgaria    | +1:19.2 |

27 febbraio

##### Staffetta 3x6 km
| Pos. | Nazione  | Atleti                                         | Tempo   |
| ---- | -------- | ---------------------------------------------- | ------- |
| 1    | Francia  | Fany Bertrand Jeanne Richard Maya Cloetens     | 53'50"5 |
| 2    | Slovenia | Klara Vindišar Kaja Zorč Lena Repinc           | +13"2   |
| 3    | Italia   | Martina Trabucchi Sara Scattolo Linda Zingerle | +1'31"7 |
| 4    | Germania | Nathalie Horstmann Johanna Puff Selina Grotian | +1'56"9 |
| 5    | Austria  | Victoria Mellitzer Anna Andexter Lara Wagner   | +2'00"3 |

5 marzo

#### Categoria "Juniores"

##### Sprint 7,5 km
| Pos. | Atleta             | Nazione  | Tempo   |
| ---- | ------------------ | -------- | ------- |
| 1    | Amy Baserga        | Svizzera | 19:59.9 |
| 2    | Rebecca Passler    | Italia   | +22.2   |
| 3    | Juni Arnekleiv     | Norvegia | +22.9   |
| 4    | Camille Bened      | Francia  | +31.1   |
| 5    | Lea Meier          | Svizzera | +36.3   |
| 6    | Anastasija Goreeva | Russia   | +48.9   |
| 7    | Eve Bouvard        | Francia  | +52.8   |
| 8    | Synne Owren        | Norvegia | +53.1   |
| 9    | Joana Jakiela      | Polonia  | +53.7   |
| 10   | Sophie Chauveau    | Francia  | +57.5   |

2 marzo

##### Inseguimento 10 km
| Pos. | Atleta             | Nazione     | Tempo   |
| ---- | ------------------ | ----------- | ------- |
| 1    | Amy Baserga        | Svizzera    | 29:22.4 |
| 2    | Synne Owren        | Norvegia    | +41.8   |
| 3    | Rebecca Passler    | Italia      | +47.5   |
| 4    | Camille Bened      | Francia     | +1:12.1 |
| 5    | Ella Halvarsson    | Svezia      | +1:16.7 |
| 6    | Beatrice Trabucchi | Italia      | +1:20.1 |
| 7    | Tereza Voborníková | Rep. Ceca   | +1:33.0 |
| 8    | Joanna Jakieła     | Polonia     | +1:38.6 |
| 9    | Juni Arnekleiv     | Polonia     | +1:39.5 |
| 10   | Darja Kudajeva     | Bielorussia | +1:40.3 |

3 marzo

##### Individuale 12,5 km
| Pos. | Atleta                    | Nazione     | Tempo   |
| ---- | ------------------------- | ----------- | ------- |
| 1    | Camille Bened             | Francia     | 35:01.4 |
| 2    | Henrieta Hotvátováa       | Slovacchia  | +1:25.4 |
| 3    | Beatrice Trabucchi        | Italia      | +1:34.3 |
| 4    | Amy Baserga               | Svizzera    | +1:51.0 |
| 5    | Paula Botet               | Francia     | +1:53.2 |
| 6    | Anastassija Schewtschenko | Russia      | +2:03.6 |
| 7    | Synne Owren               | Norvegia    | +2:03.9 |
| 8    | Ukaleq Astri Slettemark   | Groenlandia | +2:11.3 |
| 9    | Darja Kudajewa            | Bielorussia | +2:11.4 |
| 10   | Rebecca Passler           | Italia      | +2:26.1 |

28 febbraio

##### Staffetta 3x6 km
| Pos. | Nazione  | Atleti                                                               | Tempo     |
| ---- | -------- | -------------------------------------------------------------------- | --------- |
| 1    | Francia  | Paula Botet Eve Bouvard Sophie Chauveau Camille Bened                | 1h08'54"3 |
| 2    | Italia   | Hannah Auchentaller Beatrice Trabucchi Gaia Brunetto Rebecca Passler | +21"2     |
| 3    | Austria  | Anna Gandler Anna Juppe Lisa Osl Lea Rothschopf                      | +1'02"0   |
| 4    | Russia   | Amina Ivanova Anastasia Goreeva Ilona Znakova Anastasia Shevchenko   | +1'47"0   |
| 5    | Norvegia | Guri Sandvold Marit Oeygard Juni Arnekleiv Synne Owren               | +2'03"7   |

6 marzo

## Medagliere per nazioni
| Pos. | Nazione    | Oro | Argento | Bronzo | Totale |
| ---- | ---------- | --- | ------- | ------ | ------ |
| 1    | Francia    | 7   | 3       | 1      | 11     |
| 2    | Russia     | 3   | 0       | 2      | 5      |
| 3    | Slovenia   | 2   | 3       | 0      | 5      |
| 4    | Svizzera   | 2   | 0       | 0      | 2      |
| 5    | Polonia    | 1   | 1       | 1      | 3      |
| 6    | Germania   | 1   | 0       | 1      | 2      |
| 7    | Italia     | 0   | 5       | 5      | 10     |
| 8    | Norvegia   | 0   | 2       | 1      | 3      |
| 9    | Rep. Ceca  | 0   | 1       | 1      | 2      |
| 9    | Slovacchia | 0   | 1       | 1      | 2      |
| 11   | Austria    | 0   | 0       | 2      | 2      |
| 12   | Svezia     | 0   | 0       | 1      | 1      |